# Грымов, Юрий Вячеславович
Ю́рий Вячесла́вович Гры́мов (род. 6 июля 1965, Москва, СССР) — российский режиссёр театра и кино, сценарист, продюсер, художественный руководитель  театра  «Модерн» и студии «ЮГ».  Академик Российской академии кинематографических искусств «Ника», академик рекламы (АКАР). Лауреат премии президента РФ (2003) и «Ника» (2007), Заслуженный артист Российской Федерации (2021), Почётный деятель искусств города Москвы (2019).

## Биография
Родился в Москве. После окончания школы служил в армии (ракетные войска и артиллерия Сухопутных войск СССР). После армии работал на заводе АЗЛК, демонстрировал одежду в центре моды «Люкс». В середине 90-х годов окончил Институт истории культур по специальности "Культурология".
С 1988 года работает в рекламном бизнесе (РА Premier SV). За время работы снял около 600 рекламных роликов, получивших свыше 70 призов на российских и международных фестивалях.
В 1988 году снялся в клипе Валерия Леонтьева «Маргарита».
В 1991 году основал производственную «Студию ЮГ».
В 1996 принимает участие в реализации предвыборной кампании Бориса Ельцина «Голосуй или проиграешь!». Создаёт Школу кино и телевидения (Мастерская Юрия Грымова) (просуществовала 8 лет, около 500 выпускников получили дипломы).
В 1998 году состоялась премьера первого полнометражного художественного фильма Юрия Грымова «Му-Му». Соавтор памятника «Жертвам любви и одиночеству»; памятник установлен в городе Онфлер, Франция. С 1998 года совместно с ИД «Крестьянка» выпускает журнал «Посмотри» (издатель, главный редактор).
«Я уже в 23 года был звездой» - говорит Юрий Грымов про себя в интервью для своих молодых актеров.
В 1999 году поставил пьесу «Дали» в театре имени Вахтангова.
С февраля по сентябрь 2000 года вёл авторскую программу-видеоэссе «Посмотри» на телеканале ОРТ.
С 2001 по 2004 год выпускает журнал «Fакел».
И всё время я делаю кино о женщинах. Смогу снять и блокбастер, но он всё равно будет о них. Земля — это вообще планета женщин, их ведь гораздо больше чем мужчин.
В 2003 году на сцене театра им. Маяковского поставил спектакль «Нирвана», в главной роли выступил Найк Борзов.
С 2004 по 2007 год являлся директором молодёжных программ Федерации Интернет Образования.
В 2005 году снял 12-серийный художественный фильм «Казус Кукоцкого», по одноимённому роману Людмилы Улицкой, удостоенному премии «Букер» в 2001 году.
С 2006 по 2009 проработал в должности креативного продюсера МТС. В 2007 году стал генеральным продюсером научно-познавательного телеканала Rambler. В 2007 году издал фотоальбом «Лучше, чем просто», который объединил лучшие фотоработы Грымова за 15 лет.
В 2009 году начал вести на российском телеканале A-One телевизионную программу «Большая рыба», выходящую в прямом эфире.
С 2010 по 2014 год был членом совета по государственной культурной политике при Совете Федерации РФ.
В 2010 году возглавлял жюри на фестивале мобильного кино в Минске. Ранее представлял Россию в жюри аналогичного международного фестиваля.
С апреля 2013 по 2014 год был генеральным продюсером телеканала «Дождь».
Общество, если оно считает себя цивилизованным, должно жить по закону. А неотвратимость наказания должна сдерживать от необдуманных поступков.
В 2015—2016 годах являлся одним из создателей православной поисковой системы и базы данных «Рублёв».
В 2015—2016 годах — главный режиссёр телеканала «Царьград ТВ».
С 2015 по 2019 год являлся членом Общественной палаты Московской области. В 2015 году предложил назвать станцию метро «Войковская» именем Александра Солженицына.
В 2016—2018 годах — управляющий партнер группы телеканалов Slow TV Media — «медленное телевидение». 
С января 2016 года по январь 2018 года вещание телеканалов Noise и Slow велось на «Орион Экспресс» и «Акадо».
C 30 декабря 2016 года является художественным руководителем Московского драматического театра «Модерн».
С 22 января по 29 июня 2018 года работал советником губернатора Орловской области по вопросам культуры.
С 2019 года — Член Союза театральных деятелей Российской Федерации.
с 2022 года — ведущий рубрики «Человек с большой буквы» на «Радио 7 на семи холмах».
С 2024 года — Руководитель отделения «Кино- и телепроизводство» в музыкальной сфере МССМШ им. Гнесиных.

## Режиссёрская фильмография
1. 1996 — «Мужские откровения» (по новелле Ренаты Литвиновой «Третий путь»)
2. 1998 — «Уроки Аниты Цой» (документальный)
3. 1998 — «Му-му» (по повести Ивана Тургенева «Муму»
4. 2001 — «Коллекционер» (по мотивам повести Левана Варази «Коллекционер и его близкие»)
5. 2005 — «Казус Кукоцкого» (по одноимённому роману Людмилы Улицкой)
6. 2008 — «Чужие»
7. 2010 — «На ощупь»
8. 2017 — «Три сестры» (по мотивам пьесы Антона Чехова «Три сестры»)
9. 2019 — «Анна Каренина. Интимный дневник» (по мотивам романа Льва Толстого «Анна Каренина»)

### Видеоклипы
1. 1994 — Кабаре-дуэт «Академия» — «Баден-Баден»
2. 1996 — Алла Пугачёва — «Сильная женщина»
3. 1996 — Влад Сташевский — «Свадебное платье»
4. 1997 — Белый орёл — «Потому что нельзя быть красивой такой»
5. 1998 — Белый орёл — «Я куплю тебе новую жизнь»
6. 1998 — Алсу — «Зимний сон»
7. 1998 — Кабаре-дуэт «Академия» — «Золотые рыбки»
8. 1999 — Алсу — «Весна»
9. 1999 — Дмитрий Маликов — «С днём рождения, мама»
10. 1999 — Алсу — «Иногда»
11. 2000 — Олег Газманов — «Родники»
12. 2000 — Валерий Леонтьев — «Августин»
13. 2000 — Борис Моисеев — «Чёрный лебедь»
14. 2000 — Катя Лель — «Сердце бьётся»
15. 2000 — Витас — «Опера № 2»
16. 2001 — Александр Розенбаум — «Колыбельная»
17. 2001 — Татьяна Лихачёва — «Всё теперь не так»
18. 2001 — «Стрелки» — «Прости и прощай»
19. 2001 — Татьяна Лихачёва — «Любовь — холодная война»
20. 2001 — Саундтрек к фильму «Коллекционер»
21. 2001 — Алсу — «Осень»
22. 2001 — Валерий Леонтьев — «Мишель»
23. 2001 — Татьяна Овсиенко — «Поплачу и брошу»
24. 2003 — Игорь Демарин — «Жизнь»
25. 2006 — Uma2rmaH — «Кино»
26. 2006 — Ирсон и Дольф Лундгрен — «Космоса»
27. 2012 — Нина Шацкая на стихи Марины Цветаевой — «Осыпались листья…»
28. 2017 — Диана Арбенина и Ночные снайперы — «Очень хотела»

### Рекламные ролики
1. 1993 — Инкомбанк
2. 1994 — Пепельница (Серебряный приз на МФР The Midsummer Awards в Лондоне)
3. 1995 — Дискотека (Ампутация)
4. 1995 — Siemens
5. 1995 — Бег, бокс, гандбол
6. 1995 — АнтиСПИД. Скафандры (приз ООН «За особые достижения в социальной рекламе, которые наилучшим образом отражают идеалы и цели ООН»)
7. 1996 —1999 — Журнал ТВ Парк
8. 1996 — Банк «Балтия»
9. 1996 — Julius Meinl
10. 1996 — Аудио- и видеопиратство
11. 1996 — Лейкемия
12. 1996 — Гемофилия
13. 1996—1997 — Водка «Белый орёл»
14. 1996 — Предвыборная кампания Бориса Ельцина «Голосуй или проиграешь»
15. 1997 — Сироты (впоследствии на его основе был снят клип Аниты Цой «Мама»)
16. 1997 — Sony
17. 1997 — Альбом группы «Белый орёл» Птица высокого полёта
18. 1997 — Кайф
19. 1998 — Procter and Gamble
20. 1998 — Альбом группы «Белый орёл» «Потому что нельзя быть красивой такой»
21. 2000 — рекламный ролик "Что? Где? Когда?"
22. 2001 — Сонет: серия роликов
23. 2002 — МТС: серия роликов
24. 2006 — МТС: серия роликов

### Телевизионные заставки
1. 1994 —1995 — РЕН ТВ
2. 1992 —1993, 1996—1997 — начало, конец эфира и межпрограммка РТР «Ожившие картины»[17], озвучивал анонсы этого канала
3. 1995 — оформление телеканала ОРТ
4. 2006 — оформление телеканала Rambler
5. 2013 — оформление телеканала «Дождь»

## Спектакли и оперы
- 1999 — спектакль «Дали» (философское осмысление личностной трагедии великого сюрреалиста. В главных ролях — Ирина Купченко, Наталия Вдовина, Наталья Коляканова, Дарья Белоусова) — Театр имени Е. Б. Вахтангова
- 2003 — спектакль «Нирвана» (о жизни и трагической смерти Курта Кобейна, лидера группы Nirvana. В главной роли — Найк Борзов) — Театр им. Вл. Маяковского
- 2005 — опера «Царская невеста» Н. А. Римского-Корсакова — Московский театр «Новая опера»[18]
- 2013 — спектакль «Цветы для Элджернона» (первое театральное воплощение научно-фантастического бестселлера американского писателя Дэниела Киза в России. В главной роли — Максим Керин) — Российский академический молодёжный театр (РАМТ)[19]
- 2014 — спектакль «Затерянный мир» (детский спектакль по одноимённому роману Артура Конан Дойла. Впервые поставлен на театральной сцене) — Культурный центр «Москвич»[20]
- 2017 — спектакль «О дивный новый мир» (первое театральное воплощение антиутопического романа английского писателя Олдоса Хаксли в России. В главных ролях — Игорь Яцко и Анна Каменкова) — Московский драматический театр «Модерн»
- 2017 — спектакль «Матрёшки на округлости Земли» (античная драма с русским бунтом по пьесе Екатерины Нарши) — Московский драматический театр «Модерн»
- 2017 — спектакль «Юлий Цезарь» (по трагедии Уильяма Шекспира) — Московский драматический театр «Модерн»
- 2018 — спектакль «Затерянный мир» (новая сценическая версия детского спектакля по одноимённому роману Артура Конан Дойла) — Московский драматический театр «Модерн»
- 2018 — спектакль «На дне» (постановка популярной пьесы в честь 150-летия со дня рождения Максима Горького) — Московский драматический театр «Модерн»
- 2019 — спектакль «Ничего, что я Чехов?»[21] (спектакль приурочен к Году театра в России) — Московский драматический театр «Модерн»
- 2019 — спектакль «NIRVANA» (спецпроект под названием «Социальный театр» по профилактике суицидов и наркотической зависимости) — Московский драматический театр «Модерн»
- 2019 — спектакль «Война и мир. Русский Пьер» (по пьесе Льва Толстого) — Московский драматический театр «Модерн»
- 2020 — спектакль «Человек с глазами Моцарта» — Московский драматический театр «Модерн»
- 2020 — спектакль «Кладбище понтов» — Московский драматический театр «Модерн»
- 2021 — спектакль «Женитьба» *  — Московский драматический театр «Модерн»
- 2021 — спектакль «Петр I» *  — Московский драматический театр «Модерн»
- 2022 — спектакль «Масквичи» *  — Московский драматический театр «Модерн»
- 2022 — спектакль «Леонардо» *  — Московский драматический театр «Модерн»
- 2023 — спектакль «Цветы нам не нужны» *  — Московский драматический театр «Модерн»
- 2023 — спектакль «Иуда» *  — Московский драматический театр «Модерн»
- 2024 — спектакль «Вероника решает...» *  — Московский драматический театр «Модерн»
- 2024 — спектакль «Скотный двор» *  — Московский драматический театр «Модерн»

## Фирменный стиль, дизайн
Разработал фирменные стили более чем 50 компаниям, среди них:
- Большой театр
- Rambler
- РАО ЕЭС
- Ногинский мясокомбинат
- Магазин Davidoff (Лучшая витрина года, 2006)
- Телеканал «Дождь»
- Телеканал «Царьград ТВ»
- Театр «Модерн»

Персональные фотовыставки: «Моя Клава» (1995, Фотоцентр), «Моя лавка» (1996, ЦДХ), «Unisex — начало конца» (1997, ЦДХ и Art museum, Гамбург).

### Обвинение в плагиате
Картуш из логотипа, разработанного в 2003 году для Большого театра, оказался взятым из коллекции фотобанка Aridi Vol. 10 — Ribbons, Banners & Frames.

## Награды
Свыше 70 наград, среди них:
- Лауреат фестиваля «Epica», Франция (1993, 1994)
- Приз на фестивале «Кинотавр» «За лучшее воплощение классического сюжета» (фильм «Му-Му»)
- Гран-при фестиваля славянских народов «Золотой Витязь» (фильм «Му-Му»)
- Гран-при фестиваля «Литература и кино» (Гатчина) (фильм «Му-Му»)
- Награда международного кинофестиваля «Арсенал» (Рига)
- Премия президента РФ в области образования (2003)
- Премия «Ника» — За творческие достижения в искусстве телевизионного кинематографа (2007 год, многосерийный художественный фильм «Казус Кукоцкого»).
- Гран-при Забайкальского Международного Кинофестиваля (2011 год, фильм «Чужие»)
- «Хрустальная сова» (награждён лично Владимиром Ворошиловым 23 декабря 2000 года за создание ролика, посвященного Юбилейным играм «Что? Где? Когда?» 1995 и 2000 годов)
- Премия Союза Театральных деятелей «Гвоздь сезона» в номинации лучший спектакль 2013—2014 года («Цветы для Элджернона»)
- Юбилейная медаль Русской Православной Церкви «В память 100-летия восстановления Патриаршества в Русской Православной Церкви» (2018)
- Звание «Почётный деятель искусств города Москвы» за большой вклад в развитие культуры и многолетнюю творческую деятельность. (Указ Мэра Москвы от 22 мая 2019 года
- Заслуженный артист Российской Федерации (6 августа 2021 года) — за заслуги в развитии отечественной культуры и искусства, многолетнюю плодотворную деятельность[23]